# Lijst van rijksmonumenten in Weststellingwerf

Weststellingwerf

De gemeente Weststellingwerf telt 40 inschrijvingen in het rijksmonumentenregister, hieronder een overzicht. 

## Blesdijke
De plaats Blesdijke (Stellingwerfs: Blesdieke, Fries: Blesdike) telt 2 inschrijvingen in het rijksmonumentenregister.
| Object   | Oorspronkelijke functie? | Bouwjaar                                                  | Architect    | Locatie     | Coördinaten?                  | Nr.?   | Afbeelding |
| -------- | ------------------------ | --------------------------------------------------------- | ------------ | ----------- | ----------------------------- | ------ | ---------- |
| Oldehof  | Boerderij                | 1931                                                      | J. van Ommen | Markeweg 25 | 52° 50' 24" NB, 6° 2' 15" OL  | 508663 | Oldehof    |
| Lindesas | Waterkering en -doorlaat | 1828 1870 (verbouwd) 1927 (huidige vorm) 1991 (renovatie) |              | bij Sasweg  | 52° 50' 39" NB, 5° 58' 44" OL | 508664 | Lindesas   |

## De Blesse
De plaats De Blesse telt 1 inschrijving in het rijksmonumentenregister.
| Object  | Oorspronkelijke functie?  | Bouwjaar | Architect | Locatie               | Coördinaten?                 | Nr.?   | Afbeelding        |
| ------- | ------------------------- | -------- | --------- | --------------------- | ---------------------------- | ------ | ----------------- |
| De Mars | Industrie- en poldermolen | 1834     |           | Steenwijkerweg bij 50 | 52° 50' 35" NB, 6° 2' 20" OL | 527616 | Meer afbeeldingen |

## Boijl
De plaats Boijl (Stellingwerfs: Buil, Fries: Boyl) telt 1 inschrijving in het rijksmonumentenregister.
| Object                                    | Oorspronkelijke functie? | Bouwjaar                                                  | Architect | Locatie       | Coördinaten?                 | Nr.?  | Afbeelding        |
| ----------------------------------------- | ------------------------ | --------------------------------------------------------- | --------- | ------------- | ---------------------------- | ----- | ----------------- |
| Dorpskerk, Hervormde kerk en klokkenstoel | Kerk en kerkonderdeel    | 1617 (kerk) oorspr. 1696 (klokkentoren) 1957 (rest. kerk) |           | Boijlerweg 87 | 52° 54' 36" NB, 6° 12' 2" OL | 38860 | Meer afbeeldingen |

## Munnekeburen
De plaats Munnekeburen (Stellingwerfs: Munnikeburen, Fries: Munnikebuorren) telt 1 inschrijving in het rijksmonumentenregister.
| Object                          | Oorspronkelijke functie? | Bouwjaar             | Architect | Locatie     | Coördinaten?                  | Nr.?  | Afbeelding        |
| ------------------------------- | ------------------------ | -------------------- | --------- | ----------- | ----------------------------- | ----- | ----------------- |
| Hervormde kerk van Munnekeburen | Kerk en kerkonderdeel    | 1806 1860 (verbouwd) |           | Grindweg 43 | 52° 50' 57" NB, 5° 53' 13" OL | 38862 | Meer afbeeldingen |

## Nijeholtpade
De plaats Nijeholtpade (Stellingwerfs: Ni'jhooltpae, Fries: Nijeholtpea) telt 1 inschrijving in het rijksmonumentenregister.
| Object                        | Oorspronkelijke functie? | Bouwjaar                                                             | Architect | Locatie   | Coördinaten?                 | Nr.?  | Afbeelding        |
| ----------------------------- | ------------------------ | -------------------------------------------------------------------- | --------- | --------- | ---------------------------- | ----- | ----------------- |
| Nicolaaskerk (Hervormde kerk) | Kerk en kerkonderdeel    | begin 16e eeuw (kerk en verm. ook toren) verbouwd in 17e en 18e eeuw |           | Kerkweg 4 | 52° 54' 39" NB, 6° 4' 47" OL | 38865 | Meer afbeeldingen |

## Nijeholtwolde
De plaats Nijeholtwolde (Stellingwerfs: Ni'jhooltwoolde, Fries: Nijeholtwâlde) telt 1 inschrijving in het rijksmonumentenregister.
| Object       | Oorspronkelijke functie? | Bouwjaar        | Architect | Locatie     | Coördinaten?                  | Nr.?  | Afbeelding        |
| ------------ | ------------------------ | --------------- | --------- | ----------- | ----------------------------- | ----- | ----------------- |
| Klokkenstoel | Kerk en kerkonderdeel    | 1973 (hersteld) |           | Weerdijk 9A | 52° 53' 53" NB, 5° 59' 26" OL | 38866 | Meer afbeeldingen |

## Nijelamer
De plaats Nijelamer (Stellingwerfs: Ni'jlaemer, Fries: Nijlemmer) telt 2 inschrijvingen in het rijksmonumentenregister.
| Object                                               | Oorspronkelijke functie? | Bouwjaar     | Architect                   | Locatie          | Coördinaten?                  | Nr.?   | Afbeelding        |
| ---------------------------------------------------- | ------------------------ | ------------ | --------------------------- | ---------------- | ----------------------------- | ------ | ----------------- |
| Klokkenstoel                                         | Vanwege onderdelen kerk  | oorspr. 1795 |                             | Schipslootweg 17 | 52° 53' 8" NB, 5° 57' 34" OL  | 38867  | Meer afbeeldingen |
| Voorm. gemaal in kubistisch-expressionistische stijl | Gemaal                   | 1929         | G.K. Bergsma en/of R. Zwaga | Kooiweg 32       | 52° 53' 40" NB, 5° 56' 40" OL | 508656 | Meer afbeeldingen |

## Nijetrijne
De plaats Nijetrijne (Stellingwerfs: Ni'jtriene, Fries: Nijetrine) telt 4 inschrijvingen in het rijksmonumentenregister.
| Object                | Oorspronkelijke functie?  | Bouwjaar                                           | Architect                     | Locatie         | Coördinaten?                  | Nr.?   | Afbeelding        |
| --------------------- | ------------------------- | -------------------------------------------------- | ----------------------------- | --------------- | ----------------------------- | ------ | ----------------- |
| De Reiger ("Nr. 5")   | Industrie- en poldermolen | 1871 2005-06 (rest.)                               |                               | Veendijk 4      | 52° 51' 9" NB, 5° 55' 8" OL   | 38870  | Meer afbeeldingen |
| De Rietvink ("Nr. 1") | Industrie- en poldermolen | 1855 2008-'10 (rest.)                              |                               | Veendijk 6      | 52° 51' 16" NB, 5° 54' 45" OL | 38871  | Meer afbeeldingen |
| Driewegsluis          | Waterkering en -doorlaat  | 1927                                               | Provinciale Waterstaatsdienst | bij Lindedijk 2 | 52° 50' 10" NB, 5° 56' 10" OL | 508665 | Meer afbeeldingen |
| Scheenesluis          | Waterkering en -doorlaat  | 1914 1930 (uitbr.) 1973-'75 (herst.) 1985 (herst.) | J. van der Veen               | bij Veendijk 7  | 52° 50' 60" NB, 5° 54' 2" OL  | 508666 | Meer afbeeldingen |

## Noordwolde
De plaats Noordwolde (Stellingwerfs: Noordwoolde, Fries: Noardwâlde) telt 3 inschrijvingen in het rijksmonumentenregister.
| Object                                          | Oorspronkelijke functie?  | Bouwjaar                                                                            | Architect    | Locatie             | Coördinaten?                 | Nr.?   | Afbeelding        |
| ----------------------------------------------- | ------------------------- | ----------------------------------------------------------------------------------- | ------------ | ------------------- | ---------------------------- | ------ | ----------------- |
| Protestantse kerk                               | Kerk en kerkonderdeel     | 1639-'40 1853 (uitbr.) 1874 (geveltoren) 1966 (rest.)                               |              | Hoofdstraat Oost 57 | 52° 53' 41" NB, 6° 8' 49" OL | 38863  | Meer afbeeldingen |
| Windlust                                        | Industrie- en poldermolen | oorspr. 1859 1880 (herb. als stellingmolen) 1959 (rest.) 1996 (rest.) 2007 (herst.) | A.P. Fabriek | Industriestraat 29  | 52° 53' 31" NB, 6° 8' 31" OL | 38864  | Meer afbeeldingen |
| Voorm. Rietvlechtschool. Nationaal Vlechtmuseum | Onderwijs en wetenschap   | 1910-'11 2000 (verb.)                                                               | J.A. Vrijman | Hoofdstraat Oost 34 | 52° 53' 30" NB, 6° 8' 36" OL | 508657 | Meer afbeeldingen |

## Oldeholtpade
De plaats Oldeholtpade (Stellingwerfs: Hooltpae, Fries: Aldeholtpea) telt 1 inschrijving in het rijksmonumentenregister.
| Object                        | Oorspronkelijke functie? | Bouwjaar                                                                      | Architect | Locatie      | Coördinaten?                | Nr.?  | Afbeelding        |
| ----------------------------- | ------------------------ | ----------------------------------------------------------------------------- | --------- | ------------ | --------------------------- | ----- | ----------------- |
| Stephanuskerk. Hervormde kerk | Kerk en kerkonderdeel    | 1545 (kerk) 1608 (toren) 1983-'84 (restauratie kerk) 1989 (restauratie toren) |           | Hoofdweg 164 | 52° 53' 42" NB, 6° 3' 7" OL | 38868 | Meer afbeeldingen |

## Oldelamer
De plaats Oldelamer (Stellingwerfs: Ooldelaemer, Fries: Aldlemmer) telt 1 inschrijving in het rijksmonumentenregister.
| Object                              | Oorspronkelijke functie? | Bouwjaar                                  | Architect | Locatie     | Coördinaten?                  | Nr.?  | Afbeelding        |
| ----------------------------------- | ------------------------ | ----------------------------------------- | --------- | ----------- | ----------------------------- | ----- | ----------------- |
| Kerk van Oldelamer (Hervormde kerk) | Kerk en kerkonderdeel    | 1794 1869 (geveltoren) 1992 (restauratie) |           | Hoofdweg 63 | 52° 52' 19" NB, 5° 55' 53" OL | 38869 | Meer afbeeldingen |

## Peperga
De plaats Peperga (Stellingwerfs: Peperge, Fries: Pepergea) telt 1 inschrijving in het rijksmonumentenregister.
| Object                                         | Oorspronkelijke functie? | Bouwjaar                                                     | Architect | Locatie       | Coördinaten?                 | Nr.?  | Afbeelding        |
| ---------------------------------------------- | ------------------------ | ------------------------------------------------------------ | --------- | ------------- | ---------------------------- | ----- | ----------------- |
| Pieter Stuyvesantkerk, hervormde kerk en toren | Kerk en kerkonderdeel    | late middeleeuwen (toren) 1537 (verhoging toren) 1810 (kerk) |           | Pepergaweg 12 | 52° 50' 51" NB, 6° 2' 55" OL | 38872 | Meer afbeeldingen |

## Scherpenzeel
De plaats Scherpenzeel (Stellingwerfs: Scharpenzeel, Fries: Skerpenseel) telt 1 inschrijving in het rijksmonumentenregister.
| Object            | Oorspronkelijke functie? | Bouwjaar                                    | Architect | Locatie      | Coördinaten?                  | Nr.?  | Afbeelding        |
| ----------------- | ------------------------ | ------------------------------------------- | --------- | ------------ | ----------------------------- | ----- | ----------------- |
| Protestantse kerk | Kerk en kerkonderdeel    | 1788 (kerk) 1860 (uitbreiding) 1879 (toren) |           | Grindweg 139 | 52° 49' 54" NB, 5° 52' 31" OL | 38873 | Meer afbeeldingen |

## Sonnega
De plaats Sonnega (Stellingwerfs: Sunnege, Fries: Sonnegea) telt 1 inschrijving in het rijksmonumentenregister.
| Object                   | Oorspronkelijke functie?  | Bouwjaar                                                        | Architect | Locatie           | Coördinaten?                 | Nr.?  | Afbeelding        |
| ------------------------ | ------------------------- | --------------------------------------------------------------- | --------- | ----------------- | ---------------------------- | ----- | ----------------- |
| Kerkhof met klokkenstoel | Begraafplaats en -onderdl | oorspr. ca. 1640 (klokkenstoel) ca. 1920 (herstel klokkenstoel) |           | bij Sonnegaweg 14 | 52° 53' 26" NB, 6° 8' 44" OL | 38874 | Meer afbeeldingen |

## Spanga
De plaats Spanga (Stellingwerfs: Spange, Fries: Spangea) telt 1 inschrijving in het rijksmonumentenregister.
| Object       | Oorspronkelijke functie? | Bouwjaar | Architect | Locatie              | Coördinaten?                  | Nr.?  | Afbeelding        |
| ------------ | ------------------------ | -------- | --------- | -------------------- | ----------------------------- | ----- | ----------------- |
| Klokkenstoel | Kerk en kerkonderdeel    | 1989     |           | bij Spangahoekweg 32 | 52° 49' 11" NB, 5° 53' 24" OL | 38875 | Meer afbeeldingen |

## Steggerda
De plaats Steggerda (Stellingwerfs, Fries: Steggerde) telt 4 inschrijvingen in het rijksmonumentenregister.
| Object                                              | Oorspronkelijke functie? | Bouwjaar                 | Architect            | Locatie         | Coördinaten?                 | Nr.?   | Afbeelding        |
| --------------------------------------------------- | ------------------------ | ------------------------ | -------------------- | --------------- | ---------------------------- | ------ | ----------------- |
| Boerderij van het Saksische langhuistype            | Boerderij                | 1731 1957 (rest.)        | J.J.M. Vegter (1957) | Steggerdaweg 87 | 52° 51' 49" NB, 6° 5' 23" OL | 38876  | Meer afbeeldingen |
| Sint-Fredericuskerk                                 | Kerk en kerkonderdeel    | 1921 1993 (dakbedekking) | W. ter Riele         | Pepergaweg 45   | 52° 51' 4" NB, 6° 3' 28" OL  | 508652 | Meer afbeeldingen |
| Sint-Fredericuskerk, pastorie                       | Kerkelijke dienstwoning  | 1921                     | W. ter Riele         | Pepergaweg 47   | 52° 51' 4" NB, 6° 3' 29" OL  | 508653 | Meer afbeeldingen |
| Sint-Fredericuskerk, calvariegroep op begraafplaats | Gedenkteken              | 1926                     | Heinrich Moors       | Pepergaweg 45   | 52° 51' 5" NB, 6° 3' 27" OL  | 508654 | Meer afbeeldingen |

## Ter Idzard
De plaats Ter Idzard (Stellingwerfs: Der Izzerd, Fries: Teridzert) telt 2 inschrijvingen in het rijksmonumentenregister.
| Object                         | Oorspronkelijke functie? | Bouwjaar                                                        | Architect                           | Locatie       | Coördinaten?                 | Nr.?   | Afbeelding        |
| ------------------------------ | ------------------------ | --------------------------------------------------------------- | ----------------------------------- | ------------- | ---------------------------- | ------ | ----------------- |
| Bonifatiuskerk. Hervormde kerk | Kerk en kerkonderdeel    | ca. 1500 (kerk) 1903 (toren, westgevel, mog. ook bepleistering) | W.A. Scheenstra en H. Edinga (1903) | Idzardaweg 61 | 52° 54' 19" NB, 6° 2' 13" OL | 38861  | Meer afbeeldingen |
| Arbeiderswoning                | Woonhuis                 | ca. 1880                                                        |                                     | Idzardaweg 80 | 52° 54' 14" NB, 6° 2' 4" OL  | 508655 | Arbeiderswoning   |

## Wolvega
De plaats Wolvega (Stellingwerfs: Wolvege, Fries: Wolvegea) telt 12 inschrijvingen in het rijksmonumentenregister. Zie de Lijst van rijksmonumenten in Wolvega voor een overzicht.
Achtkarspelen ·
Ameland ·
Dantumadeel ·
De Friese Meren ·
Harlingen ·
Heerenveen ·
Leeuwarden ·
Noardeast-Fryslân ·
Ooststellingwerf ·
Opsterland ·
Schiermonnikoog ·
Smallingerland ·
Súdwest-Fryslân ·
Terschelling ·
Tietjerksteradeel ·
Vlieland ·
Waadhoeke ·
Weststellingwerf